# Kabuga
Kabuga és una ciutat de la província de l'Est, Ruanda. Està situada a 20 minuts de Kigali per la carretera de Rwamagana. Darrerament ha crescut com a ciutat satèl·lit de Kigali i s'hi ha desenvolupat un pol de desenvolupament industrial amb inversors del País Basc